# Малышево (Хабаровский край)
Ма́лышево — село в Хабаровском районе Хабаровского края. Административный центр Малышевского сельского поселения. Население по данным 2011 года — 874 человека.

## География
Село Малышево стоит на правом берегу реки Амур и на Малышевской протоке, соединяющей Петропавловское озеро с Амуром.
Дорога к сёлам Чернолесье, Малышево и Сикачи-Алян идёт от 63-го километра автотрассы Хабаровск — Комсомольск-на-Амуре. От села Малышево до трассы около 10 км.

## Население
| 1992 | 2002  | 2010 | 2011 | 2012 | 2021 |
| ---- | ----- | ---- | ---- | ---- | ---- |
| 1200 | ↘1075 | ↘871 | ↗874 | ↘835 | ↘745 |

## Инфраструктура
- На правом берегу Амура между Малышево и Сикачи-Алян находится верхняя группа петроглифов Сикачи-Аляна.
- В селе Малышево находятся предприятия Амурского речного пароходства.

## Галерея

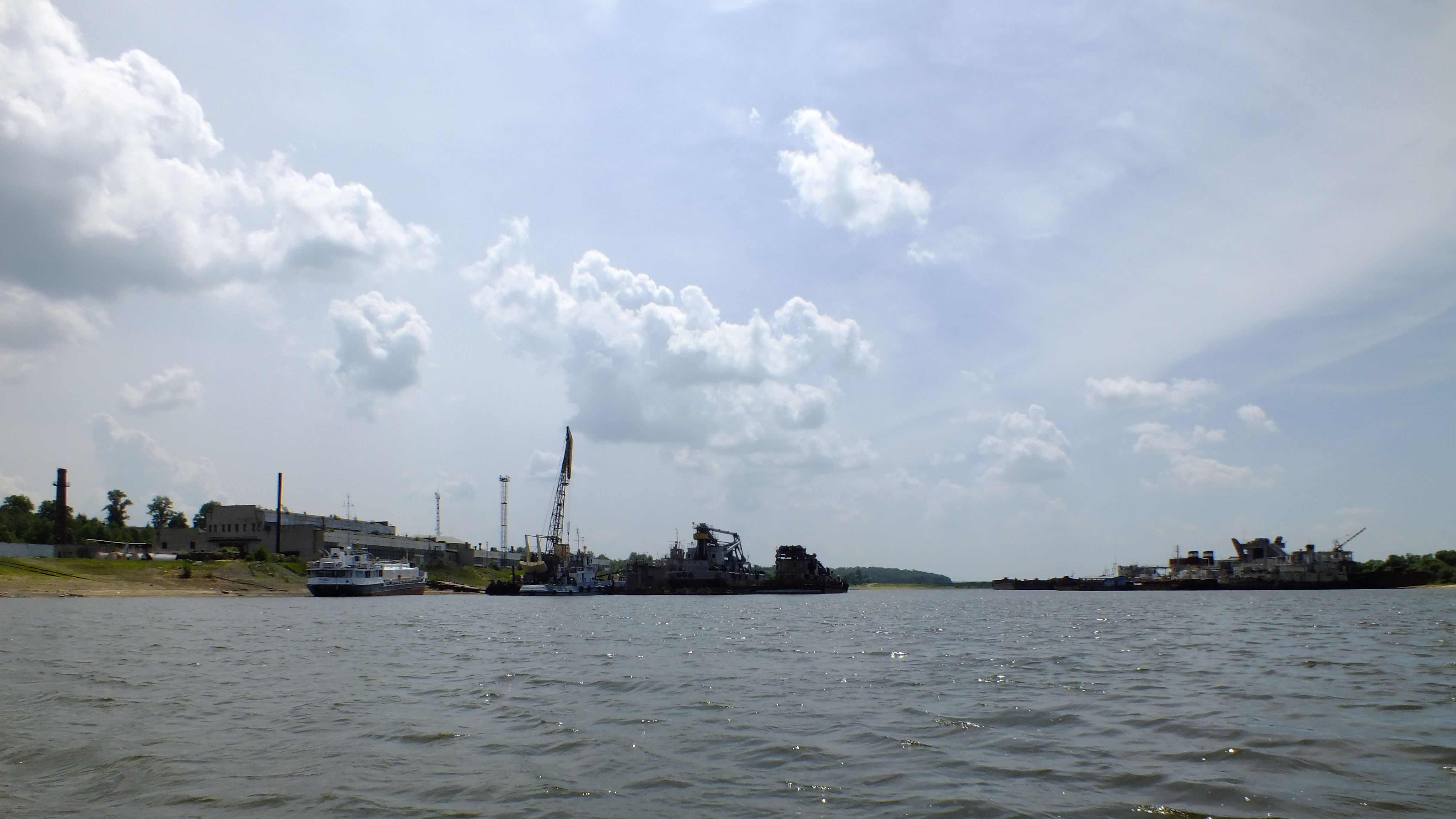
Суда Амурского речного пароходства в затоне у села Малышево
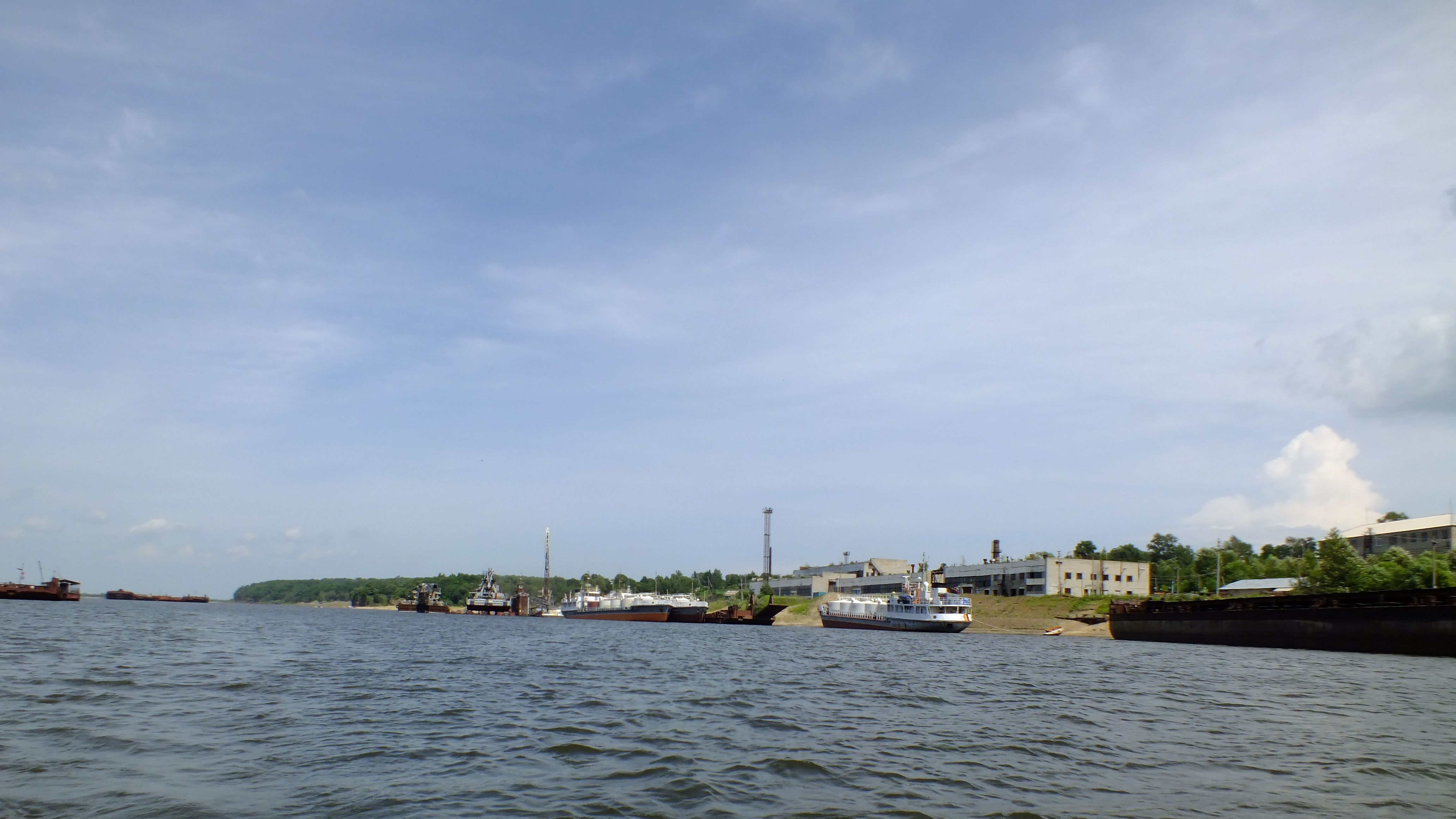
Суда Амурского речного пароходства в затоне у села Малышево
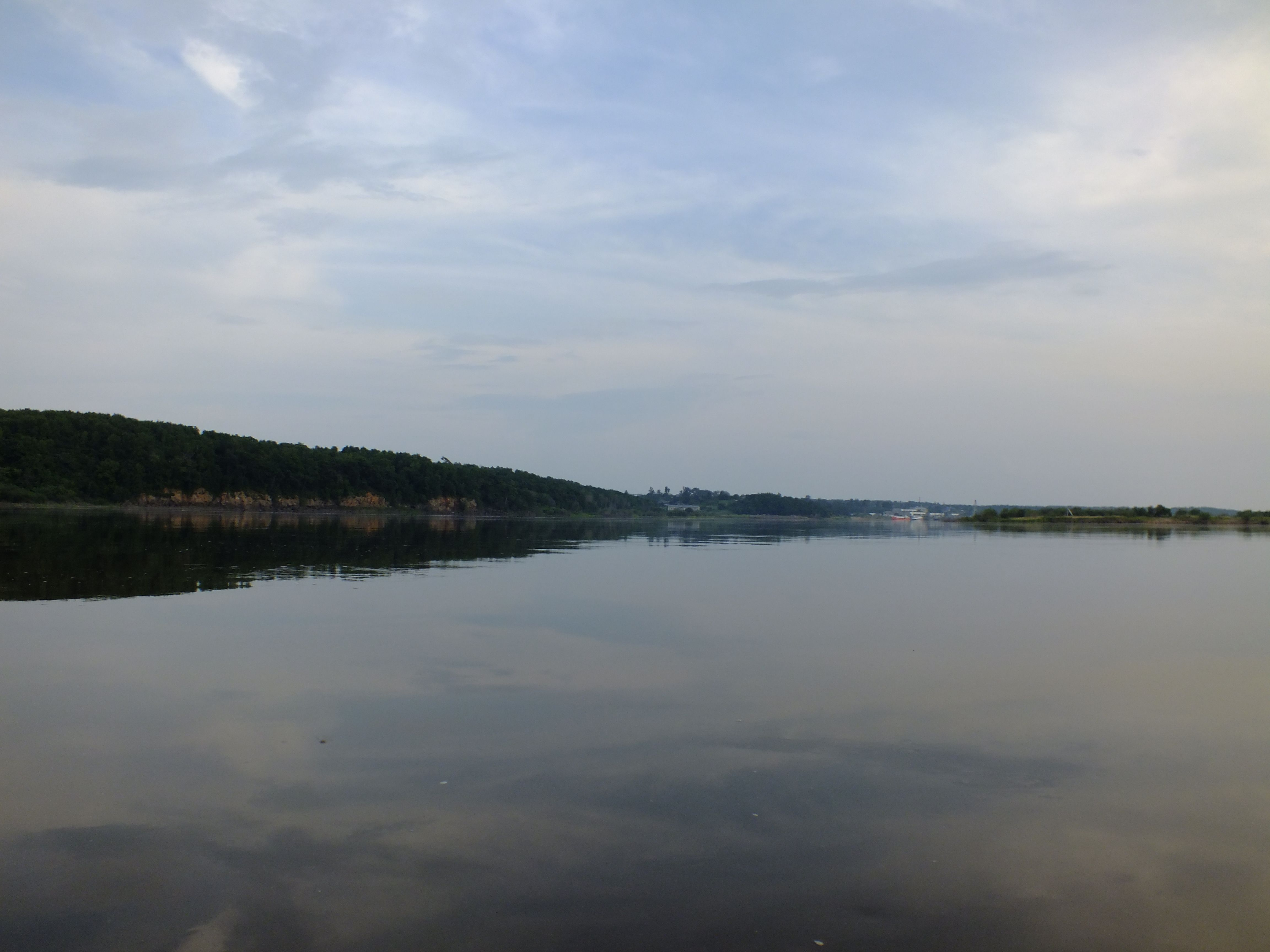
Село Малышево и верхняя группа петроглифов